# Andrij Annenkow
Andrij Mychajłowycz Annenkow, ukr. Андрій Михайлович Анненков, ros. Андрей Михайлович Анненков, Andriej Michajłowicz Annienkow (ur. 21 stycznia 1969 w Winnicy, Ukraińska SRR) – ukraiński piłkarz, grający na pozycji pomocnika lub obrońcy, reprezentant Ukrainy.

## Kariera piłkarska

### Kariera klubowa
W 1986 rozpoczął karierę piłkarską w Awangardzie Kursk, skąd trafił do Iskry Smoleńsk. W 1990 przeszedł do Dynama Kijów, z którym zdobył Mistrzostwo ZSRR w 1990 oraz Mistrzostwo Ukrainy w sezonach 1992/93, 1993/94 i 1994/95 oraz krajowy puchar w sezonie 1992/93. W 1996 przeszedł do Dnipra Dniepropietrowsk. Występował w takich klubach jak Urałan Elista, Krywbas Krzywy Róg, Sokoł Saratów, CSKA Kijów, Arsenał Kijów i Irtysz Pawłodar. Od 2002 bronił barw Borysfenu Boryspol. W 2005 ukończył swoje występy.

### Kariera reprezentacyjna
26 sierpnia 1992 zadebiutował w reprezentacji Ukrainy w spotkaniu towarzyskim z Węgrami przegranym 1:2.

## Kariera trenerska
Po zakończeniu kariery piłkarskiej rozpoczął karierę trenerską. Wspólnie z Mykołem Wołosiankiem pomagał trenerowi Stepanowi Matwijiwowi trenować Kniaża Szczasływe i Prykarpattia Iwano-Frankowsk. W latach 2009–2013 szkolił dzieci w Szkole Sportowej Arsenał Kijów. W lutym 2014 został mianowany na stanowisko głównego trenera odrodzonego Arsenału Kijów. 8 sierpnia 2015 po nieudanym starcie klubu w sezonie podał się do dymisji.